# DC League of Super-Pets
DC League of Super-Pets è un film d'animazione del 2022 diretto da Jared Stern.

## Trama
Durante la distruzione del pianeta Krypton, un cucciolo di Labrador kryptoniano conforta l'altro neonato sopravvissuto Kal-El mentre si dirigono in una capsula di salvataggio verso la Terra.
Anni dopo, ora conosciuti come i famosi supereroi Krypto e Superman, i due vivono nella città di Metropolis sotto le loro doppie identità di Bark e Clark Kent. Clark è un reporter del Daily Planet, una testata giornalistica, ed esce con la sua collega Lois Lane, di cui Krypto è geloso. Pensando che Krypto abbia bisogno di un amico, Clark si dirige a un rifugio per animali per trovargliene uno. Un Boxer di nome Asso sta cercando di scappare dal rifugio, ma Krypto glielo impedisce. Più tardi, Superman e Krypto combattono il loro acerrimo nemico, il CEO della LexCorp Lex Luthor, che cerca di impadronirsi di un meteorite di kryptonite arancione con l'aiuto di un raggio traente, con l'intenzione di ottenere superpoteri. Viene facilmente sconfitto con l'intervento della Justice League.
Nel frattempo, Lulu, una cavia della LexCorp inviata al rifugio, riesce a catturare un pezzo di kryptonite arancione col suo raggio traente, ottenendo volo e telecinesi. A sua insaputa, anche tutti gli altri nel rifugio ottengono superpoteri: Asso ora è super-forte e indistruttibile; MP, una maialina panciuta, può cambiare taglia; Merton, un'anziana tartaruga miope, diventa super-veloce; e Chip, uno scoiattolo, ottiene l'elettrocinesi. Mentre sono a casa, Krypto litiga con Clark quando scopre che quest'ultimo ha intenzione di fare la proposta di matrimonio a Lois. Poco dopo, Clark viene catturato da Lulu. Krypto cerca di salvarlo, ma perde i poteri dopo aver accidentalmente ingurgitato un frammento di kryptonite verde precedentemente nascosto da Lulu in un pezzo di formaggio. Più tardi, Krypto si imbatte negli animali del rifugio, che accettano di aiutarlo.
Nel frattempo, Lulu recluta un gruppo di porcellini d'India, cattura la Justice League e si dirige a Stryker's Island per liberare Luthor. Gli animali del rifugio cercano di fermarla, ma falliscono miseramente. Si riuniscono nella Sala della Giustizia, dove Asso rivela a Krypto di essere stato il cucciolo di una famiglia con una bambina. Un giorno, la bambina rischiò di cadere dalle scale quando Asso le morse il braccio per tirarla in salvo. Dopo aver visto i segni del morso, i genitori pensarono che Asso l'avesse attaccata e lo mandarono al rifugio. Tuttavia, Asso rimane fedele alle sue azioni e ai suoi ideali. Incoraggiato, Krypto conduce il gruppo a Stryker's Island. Il branco affronta Lulu, ma si arrendono volontariamente quando la malvagia spalla di Luthor minaccia di far del male a Krypto. Lulu libera Luthor, che la tradisce e la rinchiude nella sua cella, liberando invece la sua assistente Mercy Graves. Grazie all'aiuto dei suoi sottoposti Keith e Mark, Lulu riesce a fuggire e decide di distruggere lei stessa la Justice League e lo stesso Luthor.
La kryptonite finalmente cessa di avere effetto su Krypto, ripristinando i suoi poteri. Temendo per loro, chiede ai suoi amici di stare fuori pericolo e si dirige alla LexCorp. Sconfigge l'esercito di cavie mentre Lulu imprigiona Luthor insieme alla Justice League e li lancia in un razzo. Questo costringe Krypto a scegliere chi salvare tra la Justice League e Lois, che si trova su un elicottero vicino. Decide di salvare Lois mentre i suoi amici aiutano la Justice League. Infuriata, Lulu usa la telecinesi per legare le molecole di kryptonite arancione al suo cervello, diventando un mostro gigante. La Justice League e gli animali domestici si alleano per fermarla. Capendo che è diventata troppo potente, Krypto decide di usare il Pugno della Zampa Solare, una mossa in grado di abbattere qualsiasi nemico col rischio di uccidere l'utilizzatore. L'attacco rimuove la kryptonite dal cervello di Lulu, mentre due redenti Keith e Mark la rinchiudono in un chiosco di hot dog. Krypto accetta il suo destino, ma Asso gli fa da scudo usando la sua invulnerabilità per salvarlo.
In seguito, Krypto permette a Clark di sposare Lois, e gli animali del rifugio, meno Lulu (che viene recuperata da Mercy), vengono adottati dal resto della Justice League. Qualche tempo dopo, il branco ha formato una nuova squadra di supereroi, la League of Super-Pets.
In una scena post-credits, Krypto e Superman incontrano Black Adam e il suo cane Anubi. Krypto inganna il suo avversario per farlo volare lontano su Plutone insieme al suo padrone.

## Distribuzione
Il film è stato distribuito in Nord America il 29 luglio 2022 e in Italia il 1º settembre successivo.

## Accoglienza

### Incassi
Il film ha incassato globalmente 207557117 $.